# Enrique Pérez Margarit
Enrique Pérez Margarit (Cocentaina, 28 d'abril del 1885 - ?) és considerat el músic contestà més destacat de la primera part del segle xx.

## Biografia
Fill d'Antonio Pérez Catalá, organista de l'església de Santa Maria de Cocentaina, estudià teoria, harmonia, piano i saxofon. Marxà voluntari el 1903 per tocar en la banda del Regiment d'Enginyers Número 2 de Madrid, i ampliar-hi la seva formació musical. Tornà a la seva població natal el 1906. A partir del 1908 portà la batuta de la Primitiva del Serpis, o Banda Vella succeint-hi Daniel Llopis Margarit; quan aquesta es fusionà amb la Banda Nova, Pérez Margarit va ser el primer director de la nou-nata Unió Musical Contestana, des del 1932 al 1952.
Enrique Pérez també fundà i dirigí la companyia lírica de la població i una acadèmia de solfeig i instruments, i acompanyà a l'orgue tota mena d'actes religiosos. Especialment fructífera va ser la seva activitat de professor de música a les escoles municipals, formant diverses generacions de músics (entre molts d'altres, Josep Insa, Gustau Pascual Falcó (de qui també en va ser amic personal), Santiago Reig Pascual, Josep Pérez Vilaplana, Miquel Picó Biosca i Enrique Torró Insa).
Cocentaina li dedicà el carrer "Músic Enrique Pérez".